# Marshallville
Marshallville – wieś w Stanach Zjednoczonych, w stanie Ohio, w hrabstwie Wayne.